# Pauls Valley
Pauls Valley is een plaats (city) in de Amerikaanse staat Oklahoma, en valt bestuurlijk gezien onder Garvin County.

## Demografie
Bij de volkstelling in 2000 werd het aantal inwoners vastgesteld op 6256.
In 2006 is het aantal inwoners door het United States Census Bureau geschat op 6186, een daling van 70 (-1,1%).

## Geografie
Volgens het United States Census Bureau beslaat de plaats een oppervlakte van
21,9 km², waarvan 21,6 km² land en 0,3 km² water. Pauls Valley ligt op ongeveer 275 m boven zeeniveau.

## Plaatsen in de nabije omgeving
De onderstaande figuur toont nabijgelegen plaatsen in een straal van 24 km rond Pauls Valley.

## Geboren
- G.D. Spradlin (1920-2011), acteur